# Tonka Petrowa
Tonka Petrowa (bulgarisch Тонка Петрова, engl. Transkription Tonka Petrova; * 1. Februar 1947 in Scheljasowo, Kameno) ist eine ehemalige bulgarische Mittelstreckenläuferin.
Bei den Olympischen Spielen 1972 in München schied sie über 1500 m im Vorlauf aus.
1973 gewann sie über 1500 m Silber bei den Leichtathletik-Halleneuropameisterschaften in Rotterdam und Bronze bei der Universiade. Bei den Leichtathletik-Halleneuropameisterschaften 1974 in Göteborg siegte sie über dieselbe Distanz.
Dreimal wurde sie bulgarische Meisterin über 800 m (1969–1971) und einmal im Crosslauf (1972). In der Halle holte sie 1973 den nationalen Titel über 800 m.

## Persönliche Bestzeiten
- 1500 m: 4:09,02 min, 7. September 1973, Edinburgh
  - Halle: 4:10,97 min, 10. März 1974, Göteborg